# Слова излишни
«Слова излишни» (англ. Away with words) — авторский фильм Кристофера Дойла, созданный в 1999 году. Известен также под китайским названием 三條人, означающим примерно «Три человеческих жизни», и японским — 孔雀, означающим «Павлин».

## Сюжет
Асано, обладающий феноменальной памятью и потому не забывающий ни слова, прибывает в Гонконг и отправляется на побережье. Именно там в одном баре он знакомится с его содержателем, геем-алкоголиком по имени Кевин. Из-за своих постоянных запоев последний постоянно всё забывает и часто оказывается наказан за это полицией. Постепенно между этими двумя противоположностями завязываются дружеские отношения, для которых и слова не требуются.

## Стилистика
Зрительно работа выполнена в обычном для Дойла феерическом стиле c пересыщенными цветами и взбудораженными движениями камеры, во многом оттеняющими переполненное воображение главного героя. По утверждению режиссёра (в финальных титрах) фильм был вдохновлен работами Борхеса (вероятнее всего, рассказом «Фунес, чудо памяти») и «Маленькой книжкой о большой памяти» А. Р. Лурии, в которой описана реальная жизнь пациента (С. В. Шерешевского), отличавшегося подобными феноменальными особенностями психики.

## В ролях
- Таданобу Асано — Асано
- Джорджина Хобсон — Джорджина
- Криста Хьюз — Криста
- Кевин Шерлок — Кевин
- Мевис Сюй — Сюзи